# حنظل

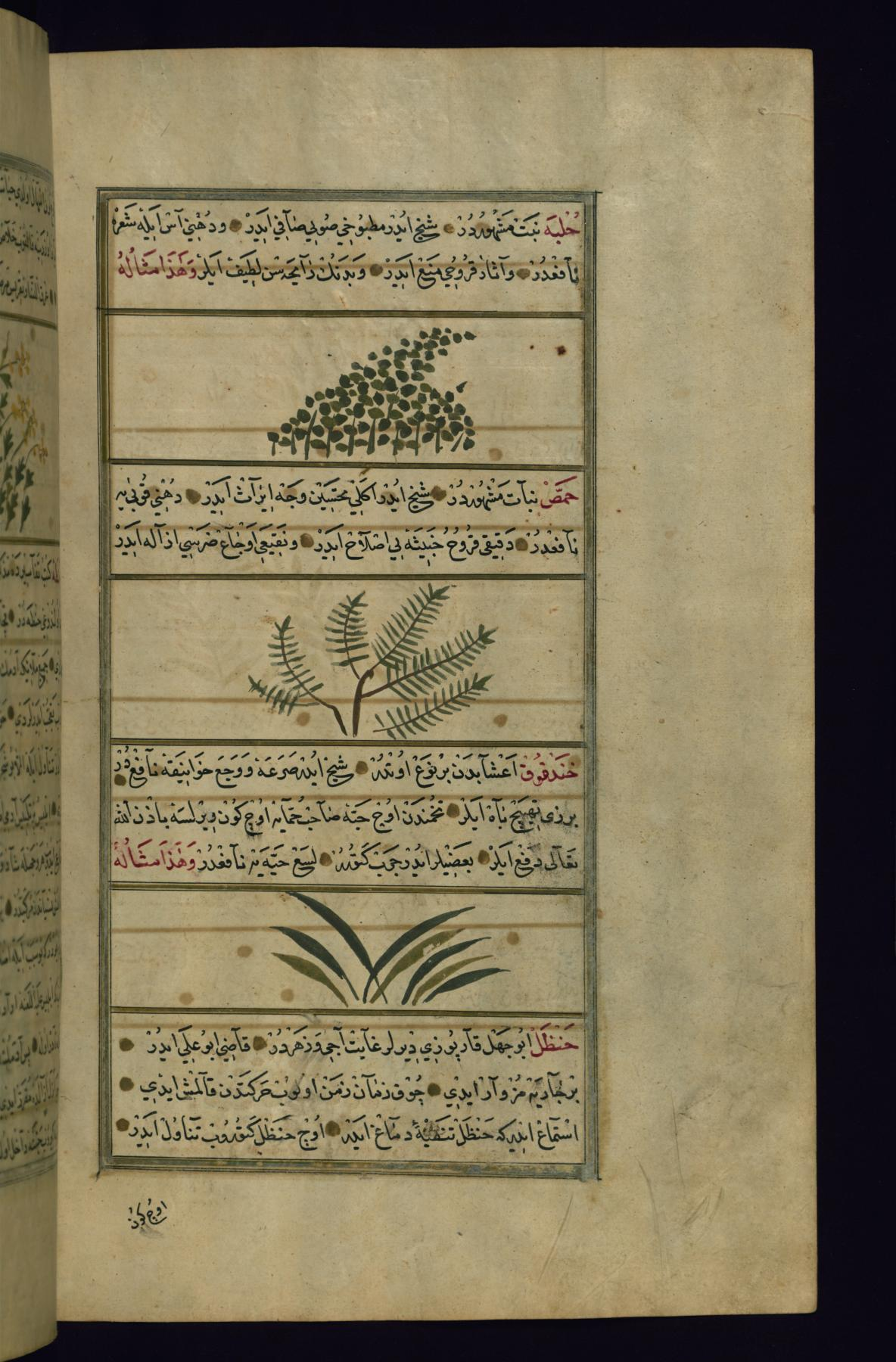
مخطوط بالفارسية يصف الحنظل

حرارة الصحراء أو العلقم الحنظل أو الحَدج أو مَرارة الصحاري (الاسم العلمي: Citrullus colocynthis) هي نوع نباتي حولي زاحف يتبع جنس الحنظل من الفصيلة القرعية. يفترش الأرض وأوراقه خشنة يخرج من تحتها خيوط تلتف على النباتات والأوراق القريبة منه لتثبته بالأرض. يشتد نموه في بداية الخريف وتخرج الأزهار وهي صفراء بها خمس بتلات وثمرته كروية الشكل خضراء أصغر بقليل من التفاحة، والحنظل عموماً ثمرته وأوراقة شديدة المرارة. وبعد أن تنضج الثمرة يكون لونها مصفر، وبها حب كثير يُسمَّى السُّفعَة.
كان العرب يأكلون حبه ويسمونه الهبيد، حيث ينقع بماء وملح ويشرر في الشمس ويبدل ماءه حتى تذهب مرارته، ثم يدق حيث يخرج منه زيته ويضاف إليه بعد ذلك الطحين ليعمل منه عصيدة. ولا يأكل إلا عند الجوع حيث يسبب الإسهال عند الإكثار منه.